# كين هيو
كين هيو (بالإنجليزية: Ken Vaughan)‏ هو سياسي أسترالي، ولد في 29 أكتوبر 1934 في تاونسفيل في أستراليا، وتوفي في 22 يونيو 2011 في بريزبان في أستراليا. حزبياً، نشط في حزب العمال الأسترالي. وقد انتخب عضو المجلس التشريعي ولاية كوينزلاند.